# Bill Wyman
Pour les articles homonymes, voir Perks et Wyman.
Bill Wyman, né William George Perks le 24 octobre 1936 à Londres, au Royaume-Uni, est un bassiste britannique. Il est un membre historique des Rolling Stones, de la formation initiale du groupe en 1962 à son départ en janvier 1993. Il était le membre le plus âgé du groupe.
Au-delà de son travail avec les Rolling Stones, il est aussi compositeur, producteur, chanteur et écrivain. En solo, il a enregistré six albums, écrit cinq livres (et trois autres comme coauteur) et produit des musiques de films et de télévision. Depuis 1997, il a fondé son propre groupe Bill Wyman's Rhythm Kings.

## Biographie

### Enfance et débuts musicaux
William Perks naît le 24 octobre 1936 à Lewisham, près de Londres. Son père, né en 1914, est maçon. Bill Wyman passe son enfance dans l'une des rues les plus dures de Lewisham. Dans sa biographie, Stone Alone, il se décrit comme un enfant « terrifié par la pauvreté ». Il suit une scolarité normale, tout d'abord à l'école primaire Oakfield de Penge (Surrey) puis au lycée de Beckenham. Il obtient une bourse d'études, mais son père le retire du lycée pour l'envoyer travailler. De 1955 à 1957, il fait son service militaire dans la Royal Air Force, sur la base britannique d'Oldenbourg en Allemagne.
Il commence l'étude du piano à l'âge de huit ans, mais ce n'est qu'en 1959, peu après son mariage avec Diane Cory, qu'il s'achète sa première guitare de la marque Burns. Cependant,  il jette assez rapidement son dévolu sur la guitare basse. En 1960, il joue dans un groupe du nom de The Saints avec Spencer Davis. Bill Wyman passe pour être l'inventeur de la basse fretless. Bricolant souvent ses instruments, il aurait enlevé les frettes de sa basse entre deux concerts et aurait joué un concert avec le groupe The Cliftons avec un tel instrument.
Il prend pour pseudonyme Bill Wyman, le patronyme d'un camarade de service militaire, et s'investit dans de nombreux groupes londoniens, tout en travaillant comme technicien à Streatham, dans le sud de Londres. En 1961, il accompagne en concert le groupe de Richie Valens.

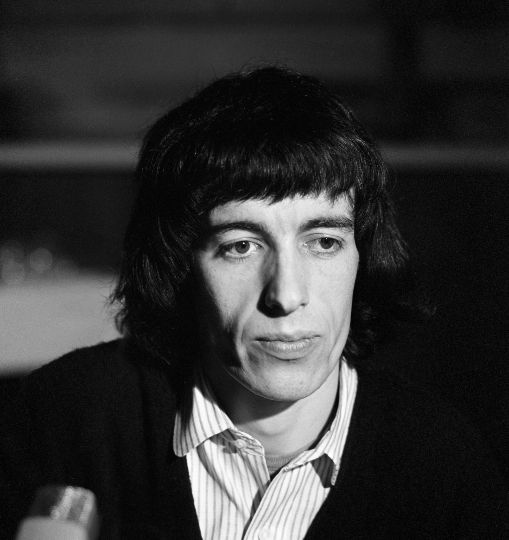
Bill Wyman en 1965.

En 1962, alors qu'il est doté d'une formation de technicien aéronautique dans la Royal Air Force, Bill Wyman est retenu par Brian Jones pour former la partie rythmique des Rolling Stones (Charlie Watts les rejoint l'année suivante au poste de batteur) après avoir répondu à une petite annonce parue dans le Melody Maker. Il est par ailleurs un ami de Tony Chapman, premier batteur des Rolling Stones, avec qui il a joué un temps dans The Cliftons. Cette base solide reste la même durant trois décennies. La légende dit que Bill Wyman aurait été engagé en raison de la qualité du matériel qu'il possédait, dont un énorme amplificateur sur lequel on pouvait notamment brancher une deuxième guitare. Bill Wyman déclare plus tard : 

« Ils ne m'aimaient pas, mais j'avais un bon ampli et ils avaient sacrément besoin d'amplis à l'époque ! Alors, ils m'ont gardé. »

### Au sein des Rolling Stones
Bill Wyman joue de 1962 à 1993 au sein des Rolling Stones, néanmoins, malgré sa longévité au sein du groupe, il a beaucoup de difficultés à s'y intégrer au départ. Parce qu'il est marié, parce qu'il est plus âgé (il a sept ans de plus que Mick Jagger et Keith Richards) et parce qu'il a un travail régulier, il reste à part des autres membres du groupe. Même s'il forme peu à peu avec Charlie Watts la base rythmique essentielle au groupe, Bill Wyman se sent pendant toute sa carrière à l'écart des Rolling Stones. De plus, peu porté sur les drogues, assez effacé sur scène, il ne noue finalement de bonnes relations qu'avec les deux seuls autres Stones ayant, avant lui, quitté le groupe : Brian Jones (dont il est un des deux Stones à assister aux funérailles avec Charlie Watts), puis Mick Taylor.
Les deux seules compositions dont Bill Wyman fut crédité pour les Rolling Stones sont In Another Land (qu'il chante lui-même) paru sur l'album Their Satanic Majesties Request et en single, et Downtown Suzie, paru sur Metamorphosis. Le titre de cette dernière chanson avait été choisi par l'ancien producteur des Stones sans l'accord de Wyman ; le titre originel était Sweet Lyle Lucy. Dans son autobiographie Stone Alone, il affirme avoir trouvé le riff de Jumpin' Jack Flash même si la chanson ne fut pas créditée à son nom, mais aux seuls Jagger/Richards.
Il quitte les Rolling Stones au début de l'année 1993. En 2012, pour fêter les cinquante ans du groupe à The O2 Arena (Londres), il est invité sur scène avec un autre ancien membre du groupe, Mick Taylor.

### En solo

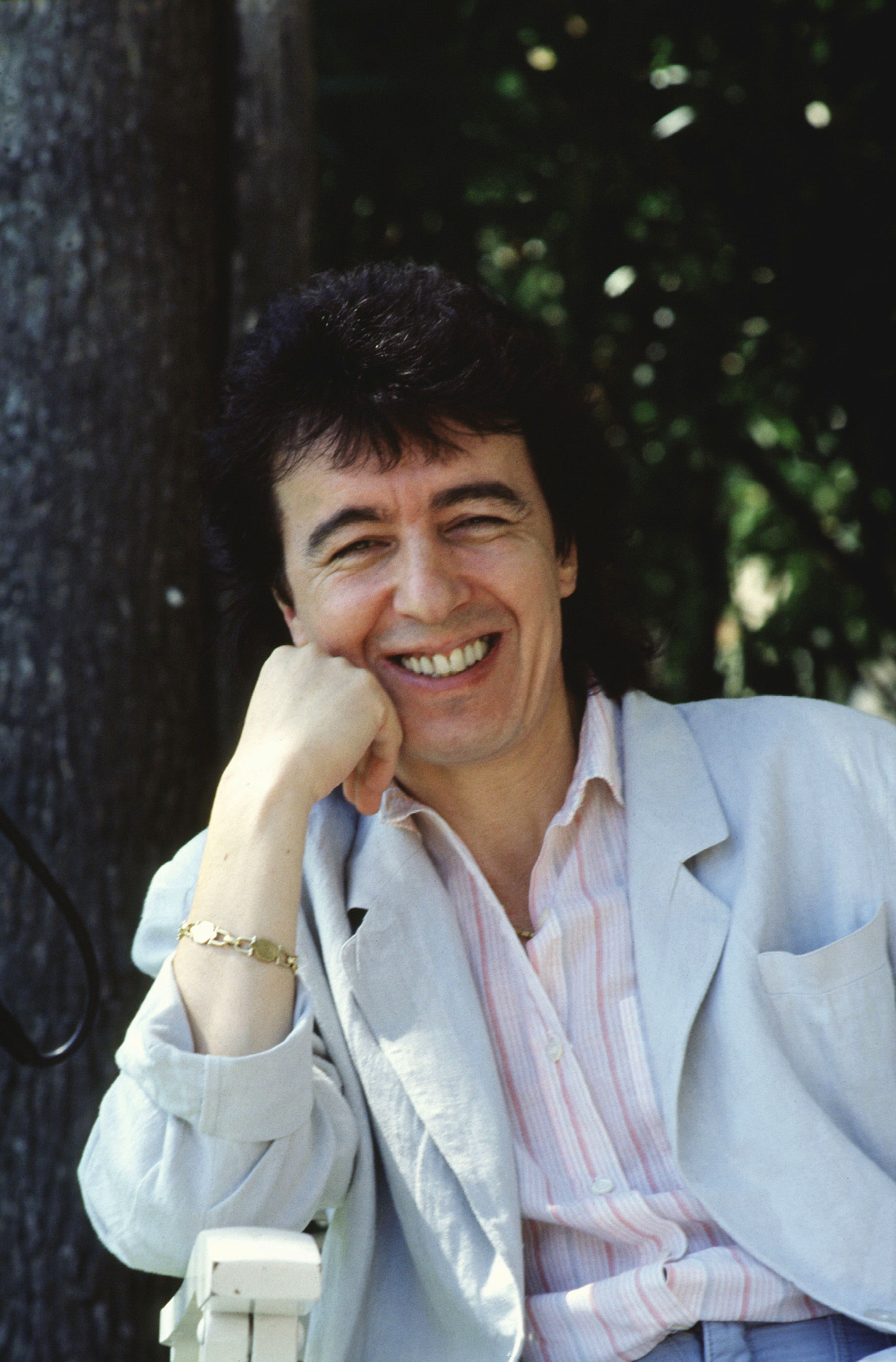
Bill Wyman en 1989.

Parallèlement à sa carrière avec les Stones, Bill Wyman a mené une carrière solo intense, n'ayant jamais totalement digéré le fait que seul le duo Jagger/Richards signât pratiquement toutes les compositions du groupe (rejoignant en cela le sentiment qu'éprouva également son cadet, le guitariste prodige Mick Taylor, successeur de Brian Jones après son éviction). Durant la période Some Girls, Bill Wyman cherche à voler de ses propres ailes et à développer ses propres idées, qu'il ne peut exprimer au sein des Stones durant cette « période disco ». Il sort Monkey Grip en 1974 et Stone Alone en 1976 (l'album est dédié à son chien). En 1981 il prend une des premières places des hits avec le titre Si, Si, Je Suis Une Rock Star. En 1982, son album solo s'appelle tout simplement Bill Wyman.
Fin 1992, après avoir assuré les lignes de basse des Rolling Stones durant trente ans, il acte son départ du groupe, effectif en janvier 1993. Il est remplacé par Darryl Jones pour l'album Voodoo Lounge. Bill Wyman se consacre alors essentiellement à son restaurant londonien, Sticky Fingers Café. Il ne s'agit que d'une semi-retraite puisque, en 1993, il sort un autre album solo, Struttin Our Stuff, qui est le premier album d'une trilogie comportant 56 morceaux, en fait une anthologie de la musique de la seconde moitié du vingtième siècle abordant divers styles tels que le swing, le blues, le rhythm & blues et, bien sûr, le rock 'n' roll.
Il est accompagné par des musiciens parmi les plus prestigieux tels Eric Clapton, Peter Frampton ou Steve Winwood. Lors de la promotion de l'album, ils donnent trois concerts à Hambourg, Amsterdam et Londres sous le nom de Bill Wyman's Rhythm Kings.
Si Wyman participe pleinement à la légende des Rolling Stones, il garde cependant dans l'image du groupe sur scène celle du bassiste immobile et toujours placé dans la pénombre, ni timide ni effacé mais mystérieux et presque énigmatique.

### Vie privée

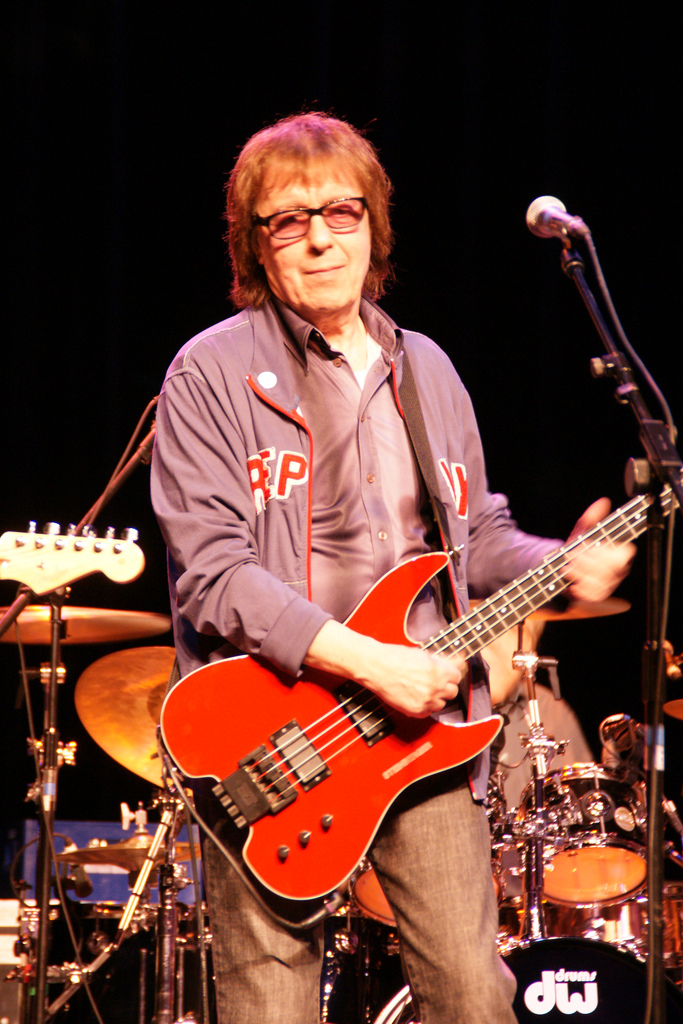
Bill Wyman en 2009 jouant avec son groupe.

Contrairement aux autres membres du groupe, Bill Wyman n'était pas un gros consommateur de drogues et a passé beaucoup de temps à noter et collecter des informations sur les moments de sa vie et du groupe. Il fut en cela la mémoire des Stones et a édité des livres issus du journal qu'il a toujours tenu : Stone Alone et Rolling with the Stones. En revanche, il avait un appétit sexuel compulsif qui tournait même, selon lui, à l'addiction.
Selon Keith Richards, Wyman était incapable de passer une nuit sans une fille dans son lit. Cela le rendait malade. Dans sa biographie Stone Alone, il annonce qu'il a fait l'amour avec plus de mille femmes, bien plus que les autres Stones, sauf peut-être Mick Jagger.
En 1989, à 53 ans, il épouse Mandy Smith âgée de 18 ans et avec qui il a des relations sexuelles depuis qu'elle a 13 ans. Le couple divorce en 1991.
La même année, il se remarie avec Suzanne Accosta avec laquelle il a trois filles : Katherine Noelle (née en 1994), Jessica Rose (née en 1995) et Matilda Mae (née en 1998).

## Style de jeu
Techniquement, il incarne la basse Rock ‘n’ Roll, un jeu efficace bien pensé et rythmiquement en cohésion parfaite avec la batterie : très peu de fioritures mais une grosse puissance de jeu sans défaillance dans le groove. Il joue essentiellement avec un médiator et parfois avec les doigts, en utilisant une technique peu conventionnelle, au lieu de frapper les cordes avec l'index et le majeur au niveau du micro, il frappe les cordes avec le pouce, et monte sa main haut sur la basse, en général au niveau de la dernière frette. Bill Wyman est un bassiste d’une efficacité redoutable. Beaucoup de musiciens pensent que la musique des Rolling Stones est facile à interpréter, ce qui n’est pas toujours vrai. Les bassistes qui rentrent complètement dans le style de Wyman sans se contenter de planter des croches sur les fondamentales d’accord, se rendent compte rapidement que ses parties de basse sont généralement plus complexes qu’il n'y paraît. Il les fait sans cesse évoluer, y insérant souvent des deads-notes ou des hammer-on.
Bill Wyman possède parfaitement la connaissance des gammes blues, il utilise particulièrement la gamme blues au premier stade et lie souvent le quatrième et le cinquième degré en mettant en évidence la « blue note ». On remarque également dans son style la présence de nombreuses syncopes. Cette caractéristique s’applique assez souvent à l’ensemble du groupe. La musique des Rolling Stones a été omniprésente dans la seconde moitié du vingtième siècle et de nombreux bassistes ont été influencés par son style, parfois sans même s’en rendre compte. La basse de Wyman participe pleinement à l’originalité du son des Rolling Stones, la rythmique du groupe semble être en mouvement permanent alors que Charlie Watts ne bouge pas d’un millimètre. Wyman maîtrise parfaitement le groove[réf. nécessaire]. Il sait jouer avant le temps quand cela est nécessaire et pousser la rythmique afin qu’elle avance en permanence comme dans Sympathy for the Devil - c'est Keith Richards qui joue la basse de la version studio. Il sait aussi jouer plus à fond dans le temps et faire balancer irrésistiblement la rythmique comme dans Harlem Shuffle sur l'album de 1986 Dirty Work des Rolling Stones.
Sans pouvoir affirmer que Bill Wyman ait beaucoup influencé l’évolution de la technique de la basse, il reste cependant un musicien incontournable et représente l’archétype des bassistes de Rhythm & Blues modernes. Il produit des lignes de basses remarquables, très riches rythmiquement et en constante évolution. De nombreux bassistes jouent en imitant le style de Bill Wyman, consciemment ou pas.

### Instruments
- 1961, Vox Phantom avec un amplificateur Vox AC 30[9].

## Discographie

### Solo
- Albums studio :
  - 1974 : Monkey Grip
  - 1976 : Stone Alone
  - 1982 : Bill Wyman
  - 1992 : Stuff, 1992 (Japon et Argentine), paraît en Angleterre en 2000
  - 2015 : Back To Basics
  - 2024 : Drive my car
- Compilation :
  - 2002 : A Stone Alone: The Solo Anthology 1974-2002
- Bande originale de film :
  - 1981 : Green Ice, BO du film Opération Green Ice de Ernest Day

### Willie & The Poor Boys
- 1985 : Willie & The Poor Boys[10], avec Charlie Watts, Paul Rodgers, Jimmy Page, Andy Fairweather-Low, Mickey Gee, Kenney Jones, etc.
- 1994 : Tear It Up - Live, avec Graham Broad, Maggie Ryder, Andy Fairweather-Low, Terry Taylor, Gary Brooker, etc.
- 2006 : Poor Boy Boogie (The Willie And The Poor Boys Anthology), compilation 2 CD
- Vidéos DVD :
  - 1985 : Willie And The Poor Boys 
  - 2006 : One Night Only - Avec Charlie Watts, Jimmy Page, Paul Rodgers, Andy Fairweather-Low, Steve Gregory, etc.

### Bill Wyman's Rhythm Kings
- 1998 : Struttin' Our Stuff
- 1999 : Anyway The Wind Blows
- 2000 : Groovin'
- 2001 : Double Bill
- 2004 : Just For A Thrill
- 2005 : Rhythm Kings Live

### Participations
- 1967 : I Can Tell[11] de John Hammond, Jr
- 1971 : London Howlin’ Wolf Sessions de Howlin' Wolf avec Eric Clapton, Steve Winwood, Ringo Starr, Klaus Voormann & Charlie Watts[12].
- 1972 : Manassas de Manassas - Avec Stephen Stills. Bill est à la basse sur la Face A : The Raven et la Face B :  The Wilderness.
- 1972 : Jamming with Edward![13] de Nicky Hopkins, Ry Cooder, Mick Jagger, Bill Wyman & Charlie Watts
- 1977 : Drinkin' TNT And Smokin' Dynamite[14] de Buddy Guy & Junior Wells with Bill Wyman, Pinetop Perkins, Terry Taylor & Dallas Taylor

## Publications
- 1997 : Stone Alone, The story of a rock'n'roll band (autobiographie), Da Capo Press
- 1998 : Wyman shoots Chagall, Genesis Publications  (ISBN 0904351629) Biographie du peintre Marc Chagall avec dessins de l'artiste.
- 2003 : L'Histoire des Rolling Stones de Bill Wyman & Richard Havers, éditions Libre expression, Outremont, 2003, 512 p.  (ISBN 2764800452) Traduction française de Rolling with the stones, Epa, 512 p.  (ISBN 2851205935).